# Летюча змія прикрашена
Прикрашена летюча змія (Chrysopelea ornata) — найбільша змія з роду летючих змій родини Вужеві. Має 3 підвиди.

## Опис

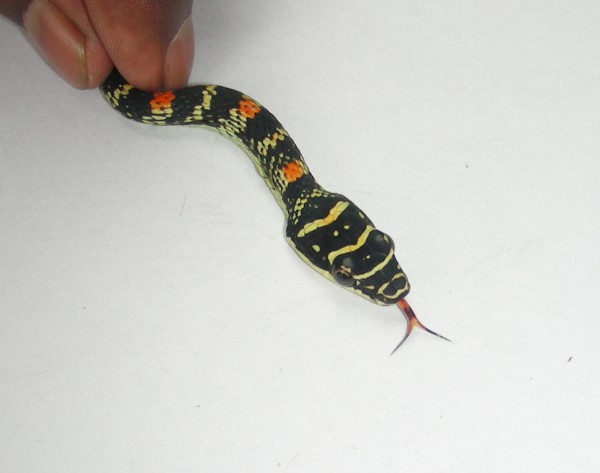
Голова C. ornata з яскраво забарвленим язиком

Загальна довжина досягає 1,5 м. Голова стиснута з боків, невелика. Тулуб стрункий, тонкий, хвіст доволі довгий. Відрізняється від близького виду Chrysopelea paradisi більшими розмірами та кілеватою лускою на спині й з боків. Колір шкіри зелений, але краї спинної луски та шкіра між ними чорна. Черево й губні щитки світло-жовті. На голові присутній малюнок з чорних та світлих смуг й плям. Іноді смужки жовті, іноді навіть помаранчеві.

## Спосіб життя
Полюбляє різні біотопи, часто зустрічається поблизу поселень людини, у садах, на узліссях первинних і вторинних тропічних лісів. Це досить агресивна змія, у разі провокації вона зазвичай нападає, а не намагається сховатися. Активна вдень. Харчується ящірками, жабами, а іноді й дрібними ссавцями.
Це яйцекладна змія. Самка відкладає від 4 до 12 яєць.

## Розповсюдження
Мешкає у Китаї, Індії, на о. Шрі-Ланці, у М'янмі, Таїланді, західній Малайзії, Лаосі, Камбоджі, В'єтнамі, Індонезії та на Філіппінах.

## Підвиди
- Chrysopelea ornata ornata
- Chrysopelea ornata ornatissima
- Chrysopelea ornata sinhaleya